# مارتن وود (لاعب دوري الرغبي)
مارتن وود هو لاعب دوري الرغبي ماليزي، ولد في 24 يونيو 1970.